# Annales du service des antiquités de l'Égypte (numéros 21 à 30)
Les Annales du service des antiquités de l'Égypte sont publiées par le Conseil suprême des Antiquités égyptiennes (CSA).
Cliquez sur un onglet pour accéder aux titres des sujets développés dans chaque numéro :
| nos 1 à 10 | nos 11 à 20 | nos 21 à 30 | nos 31 à 40 | nos 41 à 50 | nos 51 à 60 | nos 61 à 70 | nos 71 à 80 |

| Numéro 21 1921 | Numéro 22 1922 | Numéro 23 1923 | Numéro 24 1924 | Numéro 25 1925 | Numéro 26 1926 | Numéro 27 1927 | Numéro 28 1928 | Numéro 29 1929 | Numéro 30 1930 |

## Numéro 21, paru en 1921
| Pages     | Auteur(s)            | Titre | Texte sur Gallica |
| --------- | -------------------- | --- | ----------------- |
| 1 - 6     | Georges Daressy      | Sur une série de personnages mythologiques |                   |
| 7 - 16    | Georges Daressy      | Le dieu Hérôn sur les monnaies du nome Diospolite |                   |
| 17 - 39   | Henri Gauthier       | À travers la Basse-Égypte. • I, Fragment de tombeau à Tell Atrib. • II, Un tombeau de Tell Moqdam. • III, Quatre bas-reliefs saïtes. • IV, Un sphinx de Sa el-Hagar. • V, Statuette de la déesse Ouazit. • VI, Stèle ptolémaïque d'El-Barâda |                   |
| 40 - 59   | Gustave Lefebvre     | Textes du tombeau de Petosiris. • III, La mort de Thot-rekh (inscription 56). • IV, Formules de rémunération (inscriptions 89, 125, 137) |                   |
| 60        | Gustave Lefebvre     | Note. Additions et corrections à Textes du tombeau de Petosiris, I-II (Annales, XX, 1920, p. 207 et seq.) |                   |
| 61 - 76   | Reginald Engelbach   | Report on the Inspectorate of Upper Egypt from April 1920 to March 1921 |                   |
| 77 - 88   | Henri Munier         | Mélanges de littérature copte. • II, Manuscrits coptes de Cheikh Abadéh |                   |
| 89 - 109  | Campbell Cowan Edgar | Selected Papyri from the Archives of Zenon (Nos. 65-66) |                   |
| 110 - 117 | Reginald Engelbach   | Alphabetic Hymn in Coptic (Boheiric Dialect) |                   |
| 118 - 122 | Reginald Engelbach   | Fragment of the Gospel of Saint Matthew in Coptic (Sahidic Dialect) |                   |
| 123 - 125 | Reginald Engelbach   | Coptic Ostraka |                   |
| 126 - 128 | Ernesto Schiaparelli | La Missione italiana a Ghebelein |                   |
| 129 - 137 | Georges Daressy      | La barque d’or du roi Kamès |                   |
| 137       | Georges Daressy      | Sur une empreinte de sceau |                   |
| 138 - 144 | Georges Daressy      | Fragments héracléopolitains |                   |
| 145 - 162 | Gustave Lefebvre     | Textes du tombeau de Petosiris. • V, Rémunération et morale religieuse (inscriptions 65, 126, 55, 115, 116, 3) |                   |
| 163 - 168 | Gustave Lefebvre     | Deux inscriptions grecques du Fayoum. • I, Encore le dieu H[RWN. • II, Sur la mort d'une jeune fille |                   |
| 169 - 174 | Émile Baraize        | Rapport sur les travaux exécutés à la Grande Pyramide |                   |
| 175 - 182 | Émile Baraize        | Rapport sur l’enlèvement et le transport du sarcophage de la reine Hatchopsitou |                   |
| 183 - 187 | Émile Baraize        | Rapport sur la découverte d’un tombeau de la XVIIIe dynastie à Sikket Taqet Zayed |                   |
| 188 - 196 | Reginald Engelbach   | Notes of inspection, April 1921 |                   |
| 197 - 213 | Henri Gauthier       | À travers la Basse-Égypte. • VII, Tombeau d'un certain Râmes à Mataria. • VIII, Stèles funéraires de Kôm Abou Bellou. IX, Triade du Tell Atrib                                                                                               |                   |
| 214 - 221 | H. Abou-Seif         | Une petite trouvaille à Karnak de modèles de sculpture |                   |
| 222 - 246 | Gustave Lefebvre     | Textes du tombeau de Petosiris. • VI, Les travaux de Petosiris (inscription 81) |                   |

## Numéro 22, paru en 1922
| Pages     | Auteur(s)                       | Titre | Texte sur Gallica |
| --------- | ------------------------------- | --- | ----------------- |
| 1 - 6     | Campbell Cowan Edgar            | Some Hieroglyphic Inscriptions from Naukratis |                   |
| 7 - 16    | Campbell Cowan Edgar            | More Tombs-Stones from Tell el Yahoudieh |                   |
| 17 - 32   | Georges Daressy                 | Un casse-tête préhistorique en bois de Gébelein |                   |
| 33 - 48   | Gustave Lefebvre                | Textes du tombeau de Petosiris. • VII, Les inscriptions 59 et 62 |                   |
| 49 - 59   | Henri Munier                    | Résultats épigraphiques des fouilles d’Al-Qarîah Bil Dûeîr |                   |
| 60 - 63   | Georges Daressy, Maurice Pillet | Fouilles de l’angle nord-ouest de l’enceinte du grand Temple d’Amon à Karnak. • Note I, Dimension et profondeur des tranchées. • Note II, Objets trouvés pendant la fouille |                   |
| 65 - 68   | Maurice Pillet                  | Rapport sur les travaux de Karnak (hiver 1921) |                   |
| 69 - 71   | C. Barsanti                     | Rapport sur des restaurations exécutées à Saqqarah en 1920 |                   |
| 72 - 74   | H. Sottas                       | L’inscription démotique de la règle graduée de Dendérah |                   |
| 75 - 76   | Georges Daressy                 | Un ostracon de Biban el Molouk |                   |
| 77        | Georges Daressy                 | Une stèle de Mit Yaich |                   |
| 78 - 80   | Campbell Cowan Edgar            | A Note on Two Greek Epigrams |                   |
| 81 - 107  | Henri Gauthier                  | À travers la Basse-Égypte. • X, Un notable de Saïs : Ouah-ab-Ré |                   |
| 108 - 112 | N. Aimé-Giron                   | Une nouvelle dédicace démotique de Ptolémée, le stratège |                   |
| 113 - 138 | Reginald Engelbach              | Steles and Tables of Offerings of the Late Middle Kingdom from Tell Edfû |                   |
| 139 - 156 | Gustave Lefebvre                | Textes du tombeau de Petosiris. • VIII, Discours des fils de Petosiris (inscription 61) |                   |
| 157 - 188 | Georges Daressy et Gaillardot   | Sur trois haches en minerai de fer |                   |
| 167 - 168 | Georges Daressy                 | Statue de Ment-m-hat |                   |
| 169 - 184 | Georges Daressy                 | Bérénice et el Abraq |                   |
| 185 - 192 | Georges Daressy                 | Les emplacements de la ville de Taoua |                   |
| 193 - 198 | Georges Daressy                 | Fragments d’un Livre de l’ouverture de la bouche |                   |
| 199 - 208 | Henri Gauthier                  | À travers la Basse-Égypte. • XI, Un édifice hathorique à Saïs. • XII, Un sarcophage de Saïs. • XIII, Le roi Âmonemapit de la XXIe dynastie à Memphis. • XIV, Deux nouveaux princes de l'Ancien Empire à Guizeh. • XV, Un ouchabti du roi Achôris |                   |
| 209 - 231 | Campbell Cowan Edgar            | Selected Papyri from the Archives of Zenon (Nos. 67-72) |                   |
| 232 - 234 | C. Kuentz                       | Rapport sur une tranchée faite par M. Baraize au temple de Louxor |                   |
| 235 - 260 | Maurice Pillet                  | Rapport sur les travaux de Karnak (1921-1922). • I, L'angle nord-ouest de l'enceinte d'Amon. • II, Le temple de Ramsès III au sud de la grande cour. • III, Un sanctuaire d'albâtre d'Aménophis Ier au IIIe pylône du temple d'Amon. • IV, Déblaiement de la cour comprise entre les VIIe et VIIIe pylônes. • V, Le IXe pylône. • VI, Le Xe pylône. • VII, Le temple de Khonsou. • VIII, Le temple de Ramsès III du sud (enceinte de Mout). • IX, Travaux divers |                   |
| 261 - 268 | Georges Daressy                 | Description des monuments épigraphiques trouvés à Karnak en 1921-1922 |                   |
| 269 - 274 | Reginald Engelbach              | Ostraka in the Sahidic Dialect of Coptic |                   |
| 275 - 278 | N. Aimé-Giron                   | Titulus funéraire juif d’Égypte |                   |

## Numéro 23, paru en 1923
| Pages     | Auteur(s)                          | Titre | Texte sur Gallica |
| --------- | ---------------------------------- | --- | ----------------- |
| 1 - 33    | Henri Gauthier et Gustave Lefebvre | Sarcophages du Moyen Empire provenant de la nécropole d’Assiout |                   |
| 34 - 46   | H. Sottas                          | Sur quelques papyrus démotiques provenant d’Assiout |                   |
| 47 - 48   | Georges Daressy                    | La crue du Nil de l’an XXIX d’Amasis |                   |
| 49 - 52   | Georges Daressy                    | La pierre bilingue de Menouf |                   |
| 53 - 58   | Henri Munier                       | Stèles coptes du Fayoum |                   |
| 59 - 64   | Maurice Pillet                     | Note sur une mosaïque trouvée à Athribis (Tell Atrib) |                   |
| 65 - 67   | Gustave Lefebvre                   | L’œuf divin d’Hermopolis |                   |
| 68 - 72   | Henri Gauthier                     | À travers la Basse-Égypte. • XVI, Un bloc du temple de Behbêt el-Hagar au Musée de Tanta. • XVII, Deux monuments d'Amasis dans la région de Tanta |                   |
| 73 - 98   | Campbell Cowan Edgar               | Selected Papyri from the Archives of Zenon (Nos. 73-76) |                   |
| 99 - 138  | Maurice Pillet                     | Rapport sur les travaux de Karnak (1922-1923). • I, L'infiltration à Karnak en 1922. • II, La grande cour du temple d'Amon. • III, La Salle Hypostyle. • IV, Le mur extérieur sud de la Salle Hypostyle. • V, Le pylône d'Amenhotep III. • VI, Un sanctuaire-reposoir de barque sacrée d'Amenhotep Ier. • VII, La chapelle funéraire de la reine Hatshepsout. • VIII, Le mur d'enceinte sud du temple d'Amon. • IX, Le déblaiement des abords nord-ouest du lac sacré. • X, Le déblaiement de la cour située entre les IXe et Xe pylône du sud. • XI, Le temple d'Amenhotep II. • XII, Le pylône d'Horemheb. • XIII, Le temple de Khonsou. • XIV, Le temple de Mout. • XV, Personnel |                   |
| 139 - 142 | N. Aimé-Giron                      | Sur des graffiti grecs découverts à Karnak par M. Pillet |                   |
| 143 - 158 | Maurice Pillet                     | Le naos de Senousert Ier |                   |
| 159 - 160 | Henri Gauthier et Gustave Lefebvre | Note sur le mot |                   |
| 161 - 162 | Reginald Engelbach                 | A Monument of Senusret Ier from Armant |                   |
| 163 - 164 | Reginald Engelbach                 | Small Obelisk of Amenophis II from Aswan |                   |
| 165 - 182 | Henri Gauthier                     | À travers la Basse-Égypte (fin). • XVIII, Deux statues du roi Ménephtah à Kafr Matboul. • XIX, Deux montants de porte de Ramsès III à Tell Basta. • XX, Petit naos de Psamtik Ier. • XXI, Fragment de temple ou de naos de Nectanébo II à Oussim. • XXII, Fragment de statue de la XXXe dynastie. • XXIII, Petite stèle de Tell Moqdam. • XXIV, Le pyramidion n°2249 du jardin d'Ismaïlia |                   |
| 183 - 186 | Reginald Engelbach                 | Two Steles of the Late Middle Kingdom from Tell Edfû |                   |
| 187 - 209 | Campbell Cowan Edgar               | Selected Papyri from the Archives of Zenon (Nos. 77-88) |                   |
| 210 - 228 | Henri Munier                       | Mélanges de littérature copte. • III, Manuscrits coptes sa'idiques d'Assouan |                   |
| 229 - 245 | Gustave Lefebvre                   | Un couvercle de sarcophage de Tounah |                   |

## Numéro 24, paru en 1924
| Pages     | Auteur(s)               | Titre | Texte sur Gallica |
| --------- | ----------------------- | --- | ----------------- |
| 1 - 5     | Gustave Lefebvre        | Inscriptions gréco-juives |                   |
| 6 - 9     | Henri Gauthier          | Quelques corrections à ma publication du temple d’Amada |                   |
| 10 - 11   | E. S. Thomas            | Note on a Fragment of Stone Vessel from an Ancient Mining Site |                   |
| 12 - 14   | A. Lucas                | Note on the Temperature and Humidity of Several Tombs in the Valley of the Tombs of the Kings at Thebes |                   |
| 15 - 16   | A. Lucas                | Note on the Cleaning of Certain Objects in the Cairo Museum |                   |
| 17 - 52   | Campbell Cowan Edgar    | Selected Papyri from the Archives of Zenon (Nos. 89-104) |                   |
| 53 - 88   | Maurice Pillet          | Rapport sur les travaux de Karnak (1923-1924). • I, La Salle Hypostyle. • II, Le pylône d'Amenhotep III. • III, L'obélisque de Thoutmès Ier. • IV, Le mur d'enceinte sud du temple d'Amon. • V, La chapelle de Taharka. • VI, Le VIIe pylône. • VII, Le VIIIe pylône. • VIII, Le temple d'Amenhotep II. • IX, Le pylône d'Horemheb (Xe pylône). • X, Un petit obélisque de Ramsès III. • XI, Le quai du nord. |                   |
| 89 - 90   | Gustave Lefebvre        | Un bas-relief du dieu Hrwn |                   |
| 91 - 96   | H. Abou-Seif            | Two Granite Sarcophagi from Samannûd (Lower Egypt) |                   |
| 97 - 107  | Gerald Avery Wainwright | Coptic Reading Desks from the Fayum |                   |
| 108 - 116 | Gerald Avery Wainwright | Basketry, Cordage, etc., from the Fayum |                   |
| 117 - 121 | Gerald Avery Wainwright | Household Objects from Kom Washim |                   |
| 122 - 127 | Cecil Mallaby Firth     | Two Mastaba Chapels of the IIIrd Dynasty at Sakkara |                   |
| 128 - 132 | Henri Munier            | Une scène de la Nativité sur un bas-relief copte |                   |
| 133 - 145 | Gustave Lefebvre        | Monuments relatifs à Amon de Karnak. • I, Statuette du grand prêtre Romê-Roÿ. • II, Un soi-disant grand prêtre d'Amon. • III, La nouvelle stèle d'Aménophis II |                   |
| 146 - 150 | H. Abou-Seif            | Report on the Inspectorate of Tanta from September 1923 to January 1925 |                   |
| 151 - 156 | J. H. Cole              | Notes on the Recent Survey of the Theban Necropolis |                   |
| 157 - 158 | Reginald Engelbach      | Addendum to Survey Report of the Maps of the Theban Necropolis |                   |
| 159 - 160 | Reginald Engelbach      | Saite Tomb Discovered at Beni Hasan |                   |
| 161 - 168 | Reginald Engelbach      | Notes on the Fish of Mendes |                   |
| 169 - 177 | Reginald Engelbach      | Seizure of Bronzes from Buto (Tell Fara'în) |                   |
| 178 - 185 | Reginald Engelbach      | The Treasure of Athribis (Benha) |                   |
| 186       | A. Lucas                | Methods Used in Cleaning Ancient Bronze and Silver |                   |
| 187 - 195 | Maurice Pillet          | Le verrou |                   |
| 196 - 197 | Henri Gauthier          | À propos de certains monuments décrits dans le dernier rapport de M. Pillet |                   |
| 198 - 209 | Henri Gauthier          | La titulature des reines des dynasties memphites |                   |

## Numéro 25, paru en 1925
| Pages     | Auteur(s)                 | Titre | Texte sur Gallica |
| --------- | ------------------------- | --- | ----------------- |
| 1 - 24    | Maurice Pillet            | Rapport sur les travaux de Karnak (1924-1925). • I, L'infiltration, • II, Le quai occidental. • III, La Salle Hypostyle. • IV, La fouille du pylône d'Amenhotep III. • V, La salle des fêtes de Thoutmès III. • VI, Le mur d'enceinte sud du temple d'Amon. • VII, L'édifice de Taharka. • VIII, Le temple oriental de Ramsès III. • IX, La façade sud du VIIIe pylône. • X, Enceinte de Mout. • XI, Le temple d'Osiris Paméres. • XII, Une chapelle de Nitocris |                   |
| 25 - 33   | Gustave Lefebvre          | Le grand prêtre d’Amon, Harmakhis, et deux reines de la XXVe dynastie |                   |
| 34 - 45   | Gustave Lefebvre          | Une version abrégée de la « stèle du mariage » |                   |
| 46        | Gustave Lefebvre          | Note. Addition à Annales, XXIV, 1924, p. 133 |                   |
| 47 - 54   | A. Lucas                  | Damage Caused by Salt at Karnak |                   |
| 55 - 75   | Gustave Jéquier           | Rapport préliminaire sur les fouilles exécutées en 1924-1925 dans la partie méridionale de la nécropole memphite |                   |
| 76 - 96   | Bernard Bruyère           | Quelques stèles trouvées par M. É. Baraize à Deir el Médineh |                   |
| 97 - 104  | Gerald Avery Wainwright   | Painted Box from Kom Washim |                   |
| 105 - 111 | Gerald Avery Wainwright   | Wooden Door and Stool from Kom Washim |                   |
| 112 - 119 | Gerald Avery Wainwright   | Turnery, etc., from Kom Washim and Gerzah |                   |
| 120 - 134 | Gerald Avery Wainwright   | A Hoard of Silver from Menshah, Girga Mudiriah‘‘ |                   |
| 135 - 143 | Gerald Avery Wainwright   | A Dagger of the Early New Kingdom |                   |
| 144 - 148 | Gerald Avery Wainwright   | Antiquities from Middle Egypt and the Fayûm |                   |
| 149 - 159 | Cecil Mallaby Firth       | Excavations of the Department of Antiquities at the Step Pyramid, Saqqara (1924-1925) |                   |
| 160 - 162 | Gustave Lefebvre          | Une table eucharistique |                   |
| 163 - 166 | Gerald Avery Wainwright   | Three Stelae from Nag' ed Deir |                   |
| 167 - 173 | Reginald Engelbach        | Précis of the Survey of Egypt Paper N°39, by J.H. Cole, On the Size and Orientation of the Great Pyramid |                   |
| 174 - 177 | Bernard Bruyère           | New Details for Insertion in the Theban 1/1000 Scale Maps. • I, Deir el-Madina |                   |
| 178 - 180 | Henri Gauthier            | Le roi Zadfré, successeur immédiat de Khoufou-Khéops |                   |
| 181 - 238 | C. Kuentz et Pierre Lacau | La « stèle du mariage » de Ramsès II |                   |
| 239 - 241 | Norman de Garis Davies    | New Details for Insertion in the Theban 1/1000 Scale Maps. • II, Sheykh 'Abd el-Qurna and Dira' Abu’l Naga |                   |
| 242 - 255 | Battiscombe George Gunn   | A Sixth Dynasty Letter from Saqqara |                   |
| 256 - 258 | Campbell Cowan Edgar      | Engraved Designs on a Silver Vase from Tell Basta |                   |
| 259 - 261 | Gerald Avery Wainwright   | Statue of Horus, Son of Kharu and Mer-n-Neith-it-s |                   |

## Numéro 26, paru en 1926
| Pages     | Auteur(s)                        | Titre | Texte sur Gallica |
| --------- | -------------------------------- | --- | ----------------- |
| 1 - 22    | Georges Daressy                  | Le voyage d’inspection de M. Grébaut en 1889                                                                                       |                   |
| 23 - 31   | N. Aimé-Giron                    | Trois ostraca araméens d’Éléphantine                                                                                               |                   |
| 32 - 38   | H. Abou-Seif                     | Rapport sur les fouilles faites à Tehneh en janvier et février 1926                                                                |                   |
| 38 - 41   | Pierre Lacau                     | Note sur la tombe n°3 de Tehneh |                   |
| 41 - 43   | Henri Gauthier                   | Note sur les statuettes funéraires trouvées dans les tombes de Tehneh                                                              |                   |
| 44 - 62   | Gustave Jéquier                  | Rapport préliminaire sur les fouilles exécutées en 1925-1926 dans la partie méridionale de la nécropole memphite                   |                   |
| 63 - 68   | Gustave Lefebvre                 | Herihor, vizir (statue du Caire, n°42190)                                                                                          |                   |
| 69 - 81   | Pierre Lacau                     | Suppression des noms divins dans les textes de la chambre funéraire                                                                |                   |
| 82 - 91   | Battiscombe George Gunn          | The Inscribed Sarcophagi in the Serapeum                                                                                           |                   |
| 92 - 94   | Battiscombe George Gunn          | Two Misunderstood Serapeum Inscriptions                                                                                            |                   |
| 95 - 96   | Henri Gauthier                   | Une nouvelle statue thébaine de la déesse Sakhmet                                                                                  |                   |
| 97 - 101  | Cecil Mallaby Firth              | Preliminary Report on the Excavations at Saqqara (1925-1926)                                                                       |                   |
| 102 - 104 | Campbell Cowan Edgar             | Two more Tombstones from Tell el Yahoudieh                                                                                         |                   |
| 105 - 108 | Mohammed Effendi Chabân          | Rapport sur une mission à l’obélisque d’Abguig (Fayoum)                                                                            |                   |
| 109 - 112 | N. Aimé-Giron                    | Réfection du mur d’enceinte du grand temple de Dendérah sous Tibère                                                                |                   |
| 113 - 118 | C. Picard                        | Une « Coré » gréco-égyptienne de Memphis                                                                                           |                   |
| 119 - 130 | H. Chevrier                      | Rapport sur les travaux de Karnak (mars-mai 1926)                                                                                  |                   |
| 131 - 138 | Pierre Lacau                     | Sur un des blocs de la reine provenant du IIIe pylône de Karnak                                                                    |                   |
| 139 - 147 | Gustave Lefebvre                 | Les colonnes de l’hypostyle du temple de Khonsou                                                                                   |                   |
| 148 - 156 | N. Aimé-Giron                    | Une stèle trilingue du stratège Ptolémée, fils de Panas                                                                            |                   |
| 157 - 159 | Battiscombe George Gunn          | A Shawabti-Figure of Puyamre' from Saqqara                                                                                         |                   |
| 160 - 166 | Gerald Avery Wainwright          | A Subsidiary Burial in Hap-Zefi’s Tomb at Assiut                                                                                   |                   |
| 166 - 170 | Battiscombe George Gunn          | The Coffins of Heny |                   |
| 172 - 176 | A. Olver et James Edward Quibell | An Ancient Egyptian Horse |                   |
| 177 - 202 | Battiscombe George Gunn          | Inscriptions from the Step Pyramid Site. • I, An Inscribed Statue of King Zoser. • II, An Architect's Diagram of the Third Dynasty |                   |
| 203 - 210 | Campbell Cowan Edgar             | Fragments of Papyri from Oxyrynchos                                                                                                |                   |
| 211 - 245 | U. Monneret de Villard           | Descrizione generale del monastero di San Simeone presso Aswân                                                                     |                   |
| 246 - 272 | Georges Daressy                  | Recherches géographiques. • I, Tida et sa région. • II, Éléarchia                                                                  |                   |
| 273 - 274 | Henri Gauthier                   | Une statuette antérieure à la XIe dynastie                                                                                         |                   |

## Numéro 27, paru en 1927
| Pages     | Auteur(s)                                           | Titre | Texte sur Gallica |
| --------- | --------------------------------------------------- | --- | ----------------- |
| 1 - 18    | Henri Gauthier                                      | Une tombe d’époque saïte à Héliopolis |                   |
| 19 - 30   | Gustave Lefebvre                                    | Stèle de l’an V de Méneptah |                   |
| 31 - 32   | Campbell Cowan Edgar                                | A Greek Epitaph from Saqqarah |                   |
| 33 - 42   | C. Gaillard                                         | Les animaux consacrés à la divinité de l’ancienne Lycopolis |                   |
| 43 - 48   | Jean Capart                                         | Rapport sur une fouille faite du 14 au 20 février 1927 dans la nécropole de Héou |                   |
| 48        | N. Aimé-Giron                                       | Correction à Annales, t. XXVI, p. 152 |                   |
| 49 - 61   | Gustave Jéquier                                     | Rapport préliminaire sur les fouilles exécutées en 1926-1927 dans la partie méridionale de la nécropole memphite |                   |
| 62 - 68   | L. Saint-Paul Girard                                | Un fragment de liturgie magique copte sur ostrakon |                   |
| 69 - 71   | A. Lucas                                            | The Necklace of Queen Aahhotep in the Cairo Museum of Antiquities |                   |
| 72 - 75   | Reginald Engelbach                                  | An Architect’s Project from Thebes |                   |
| 76 - 104  | Gerald Avery Wainwright                             | El Hibah and Esh Shurafa and their Connection with Herakleopolis and Cusae |                   |
| 105 - 111 | Cecil Mallaby Firth                                 | Excavations of the Service des Antiquités at Saqqara (November 1926-April 1927) |                   |
| 112 - 133 | Jean-Philippe Lauer                                 | Étude sur quelques monuments de la IIIe dynastie (pyramide à degrés de Saqqarah). • 1, Les chapelles des princesses. • 2, La colonnade d'entrée (angle sud-est de l'enceinte). • 3, Le mur d'enceinte (côté sud)                                      |                   |
| 134 - 153 | H. Chevrier                                         | Rapport sur les travaux de Karnak (novembre 1926-mai 1927). • 1, Blocs d'albâtre du IIIe pylône. • 2, Colonne de Taharqa. • 3, IIIe pylône. • 4, Monument d'Akhnaton. • 5, Temple de Khonsou. • 6, Travaux de la Salle Hypostyle. • 7, Travaux divers |                   |
| 154 - 156 | Wilhelm Spiegelberg                                 | Altaegyptische gefältelte (plissierte) Leinwandstoffe |                   |
| 157 - 160 | Georges Daressy                                     | Tracé d’une voûte datant de la IIIe dynastie |                   |
| 161 - 182 | Georges Daressy                                     | Quelques ostraca de Biban el Molouk |                   |
| 183 - 210 | Jaroslav Černý                                      | Quelques ostraca hiératiques inédits de Thèbes au Musée du Caire |                   |
| 211 - 237 | Battiscombe George Gunn                             | The Stela of Apries at Mîtrahîna |                   |
| 238 - 240 | R. P. Blake, A. W. Johnson, Pierre Lacau et K. Lake | The Serabit Inscriptions |                   |
| 241       | Wilhelm Spiegelberg                                 | Zu den altaegyptischen gefältelten Leinenstoffen. Ein Nachtrag |                   |

## Numéro 28, paru en 1928
| Pages     | Auteur(s)               | Titre | Texte sur Gallica |
| --------- | ----------------------- | --- | ----------------- |
| 1 - 6     | Selim Hassan            | Inscription sur un socle de statuette |                   |
| 7 - 11    | Georges Daressy         | La trouvaille de Sen-nezem. Objets séparés de l’ensemble |                   |
| 12        | Georges Daressy         | Un poids de Tell Oumm Harb |                   |
| 13 - 28   | Reginald Engelbach      | The So-Called Hyksos Monuments |                   |
| 29 - 37   | Gustave Lefebvre        | Petits monuments du Musée du Caire. • I, Stèle de Dakhléh. • II, Inscription byzantine d'Assouan. • III, Dédicace d'une statuette |                   |
| 38 - 42   | L. Keimer               | Note sur la représentation exacte d’une feuille de Nymphaea Lotus L. sur un bas-relief de Basse Époque |                   |
| 43 - 50   | Ludwig Borchardt        | Ein Bildhauermodell aus dem frühen Alten Reich |                   |
| 51 - 60   | Gustave Jéquier         | Rapport préliminaire sur les fouilles exécutées en 1927-1928 dans la partie méridionale de la nécropole memphite |                   |
| 61 - 65   | H. Abou-Seif            | Rapport sur deux sarcophages découverts à Touna el-Gebel |                   |
| 66 - 79   | S. Gabra                | Un sarcophage de Touna |                   |
| 80        | Reginald Engelbach      | Postscript |                   |
| 81 - 88   | Cecil Mallaby Firth     | Excavations of the Service des Antiquités at Saqqara (October 1927 - April 1928) |                   |
| 89 - 113  | Jean-Philippe Lauer     | Étude sur quelques monuments de la IIIe dynastie (pyramide à degrés de Saqqarah). • I, Petit temple à tores d'angle (T du plan situé à l'ouest de la cour du Heb-sed. • II, Cour du Heb-sed. • III, Façade de la chapelle d'Int-ka-s |                   |
| 114 - 128 | H. Chevrier             | Rapport sur les travaux de Karnak (1927-1928) |                   |
| 129 - 137 | Henri Gauthier          | Un vice-roi d’Éthiopie enseveli à Bubastis |                   |
| 138 - 140 | P. E. Newberry          | An Unpublished Monument of a "Priest of the Double Axe" Named , Hetep-heren-Ptah |                   |
| 141 - 143 | P. E. Newberry          | A Statue of the King’s Scribe Amenhotep son of Hapu |                   |
| 144 - 152 | Reginald Engelbach      | An Experiment on the Accuracy of Shaping of a Monolithic Column of Circular Section of the Vth Dynasty from Abusir |                   |
| 153 - 174 | Battiscombe George Gunn | Inscriptions from the Step Pyramid Site. • III, Fragments of Inscribed Vessels |                   |
| 175 - 189 | Gerald Avery Wainwright | The Aniconic Form of Amon in the New Kingdom |                   |
| 190       | Jean-Philippe Lauer     | Errata |                   |

## Numéro 29, paru en 1929
| Pages     | Auteur(s)               | Titre | Texte sur Gallica |
| --------- | ----------------------- | --- | ----------------- |
| 1 - 4     | Étienne Drioton         | Rapport à M. le directeur général du Service des Antiquités sur les éléments de reconstitution du petit temple dit "de Taharqa" situé au nord-ouest du lac sacré à Karnak |                   |
| 5 - 14    | Battiscombe George Gunn | A Middle Kingdom Stela from Edfu |                   |
| 15 - 18   | Reginald Engelbach      | A Head of King Shabaka |                   |
| 19 - 24   | Reginald Engelbach      | Evidence for the Use of a Mason’s Pick in Ancient Egypt |                   |
| 25 - 30   | Reginald Engelbach      | The Direction of the Inscriptions on Obelisks |                   |
| 31 - 32   | Reginald Engelbach      | A Peculiarity of Dress in the Old and Middle Kingdoms |                   |
| 33 - 39   | Reginald Engelbach      | The Sign sT |                   |
| 40 - 46   | Reginald Engelbach      | An Ancient Egyptian "Dress-Bow" |                   |
| 47 - 63   | A. E. R. Boak           | Select Papyri from Karanis |                   |
| 64 - 70   | Cecil Mallaby Firth     | Excavations of the Department of Antiquities at Saqqara (October 1928 to March 1929)                                                                                      |                   |
| 71 - 75   | A. Zikri                | Un fragment copte inédit sur le patriarche Pierre d’Alexandrie |                   |
| 76        | P. E. Newberry          | The Base of a Statuette of the Lady Duat-Nefret Mother of Queen Nubkhaes                                                                                                  |                   |
| 77 - 80   | Campbell Cowan Edgar    | A Greek Inscription |                   |
| 81 - 88   | L. Keimer               | Sur un bas-relief en calcaire représentant la déesse dans le sycomore et la déesse dans le dattier                                                                        |                   |
| 89 - 96   | Battiscombe George Gunn | Additions to the Collections of the Egyptian Museum during 1928 |                   |
| 97 - 129  | Jean-Philippe Lauer     | Étude sur quelques monuments de la IIIe dynastie (pyramide à degrés de Saqqarah)                                                                                          |                   |
| 130 - 132 | Battiscombe George Gunn | A Pectoral Amulet |                   |
| 133 - 149 | H. Chevrier             | Rapport sur les travaux de Karnak |                   |
| 150 - 161 | Gustave Jéquier         | Rapport préliminaire sur les fouilles exécutées en 1928-1929 dans la partie méridionale de la nécropole memphite                                                          |                   |
| 162 - 165 | Wilhelm Spiegelberg     | Die Weihestatuette einer Wöchnerin |                   |

## Numéro 30, paru en 1930
| Pages     | Auteur(s)                                  | Titre | Texte sur Gallica |
| --------- | ------------------------------------------ | --- | ----------------- |
| 1 - 26    | L. Keimer                                  | Quelques hiéroglyphes représentant des oiseaux. |                   |
| 27 - 30   | S. Yeivin                                  | The Ptolemaic System of Water Supply in the Fayyûm |                   |
| 31 - 68   | M. Hamza                                   | Excavations of the Department of Antiquities at Qantîr (Faqûs District) (Season, May 21th-July 7th, 1928) |                   |
| 69 - 94   | Georges Daressy                            | Recherches géographiques. • III, Le nome Hermopolite du Delta. • IV, Panéphysis. • V, Le nome Onouphite |                   |
| 95 - 101  | F. A. Bannister et Gerald Avery Wainwright | A Graeco-Roman Glass Head |                   |
| 102 - 104 | Herbert Eustis Winlock                     | A Late Dynastic Embalmer’s Table |                   |
| 105 - 116 | Gustave Jéquier                            | Rapport préliminaire sur les fouilles exécutées en 1929-1930 dans la partie méridionale de la nécropole memphite |                   |
| 117 - 128 | Walter Bryan Emery                         | Preliminary Report of the Work of the Archaelogical Survey of Nubia, 1929-1930 |                   |
| 129 - 136 | Jean-Philippe Lauer                        | Rapport sur les restaurations effectuées au cours de l’année 1929-1930 dans les monuments de Zoser à Saqqarah |                   |
| 137 - 146 | Jean-Philippe Lauer                        | Étude sur quelques monuments de la IIIe dynastie (pyramide à degrés de Saqqarah). • I, Le mur d'enceinte et ses bastions à simulacres de portes. • II, Monument à colonnes cannelées situé à l'extrémité nord de la cour "du serdab". • III, La partie sud du mur d'enceinte où se trouve le grand tombeau de Zoser |                   |
| 147 - 158 | S. Gabra                                   | Fouilles du Service des Antiquités à Deir Tassa |                   |
| 159 - 173 | H. Chevrier                                | Rapport sur les travaux de Karnak (1929-1930) |                   |
| 174 - 183 | Henri Gauthier                             | Le sarcophage n°6007 du Musée du Caire |                   |
| 184       | L. Keimer                                  | Notes additonnelles |                   |
| 185 - 189 | Cecil Mallaby Firth                        | Report on the Excavations of the Department of Antiquities at Saqqara (November, 1929-April, 1930) |                   |
| 190 - 196 | A. Lucas                                   | Ancient Egyptian Wigs |                   |
| 197 - 202 | Reginald Engelbach                         | A Monument of Prince Meneptah from Athribis (Benha) |                   |